# Christian Poveda
Christian Poveda (* 12. Januar 1955 in Algier; † 2. September 2009 in Tonacatepeque, El Salvador) war ein spanisch-französischer Fotojournalist und Dokumentarfilmer.

## Leben und Werk
Poveda wurde 1955 als Sohn spanischer Eltern geboren, die vor dem Bürgerkrieg nach Algerien geflohen waren. Mit dem Ende des Algerienkriegs zog die Familie 1961/62 nach Paris weiter. Poveda arbeitete zunächst als Fotojournalist, u. a. mit Reportagen über die saharauische Freiheitsbewegung Frente Polisario, die US-Invasion in Grenada, das Ende der Militärregierung in Argentinien, den zehnten Jahrestag des Putsches in Chile und den Bürgerkrieg in El Salvador. Er veröffentlichte in verschiedenen internationalen Zeitschriften, darunter Paris Match, Newsweek und Time. Bei seinen Fotos ging es ihm nicht vorderhand um Ästhetik. Er interessierte sich für die Menschen, die er porträtierte. Oft lebte er während seiner Recherchen monatelang mit ihnen zusammen und hielt auch über die Veröffentlichungen der Bilder hinaus weiter Kontakt mit ihnen.
Seine filmischen Arbeiten begann er 1977 und widmete sich hier vor allem den Sitten und Bräuchen, aber auch den Konflikten in afrikanischen und lateinamerikanischen Ländern. Seit 1990 konzentrierte er sich vollständig auf das Filmemachen.

### „La vida loca“
2008 stellte er den Dokumentarfilm „La vida loca“ fertig, in dem er die Maras porträtiert, kriminelle Jugendbanden, die in El Salvador für eine Spirale der Gewalt sorgen (la vida loca, dt. das irre Leben, ist das Motto der Maras). Die Aufnahmen entstanden während eines dreijährigen Aufenthaltes im Land. Der Film wurde inzwischen auf verschiedenen Filmfestivals gezeigt, u. a. in San Sebastián (September 2008), auf dem Morelia Film Festival (Oktober 2008), dem San Luis Cine International Festival (November 2008) und auf dem European Film Market der Berlinale (Februar 2009).
Bei einem Aufenthalt in El Salvador wurde Poveda am 2. September 2009 mit vier Schüssen ins Gesicht getötet. Er befand sich gerade in Tonacatepeque, ca. 16 Kilometer nördlich der Hauptstadt San Salvador, wo er Aufnahmen machte. „La vida loca“ war bis dahin noch nicht im Land gezeigt worden.

## Filmografie
- Journey to the Far Right, 1999
- Strip de velours, 2005
- La vida loca, 2008